# Furio Di Castri
Furio Di Castri (* 12. September 1955 in Mailand) ist ein italienischer Jazz-Bassist.
Di Castri spielt seit 1977 professionell Bass, wobei er 1978 bis 1986 in der Gruppe „Lingomania“ des Saxophonisten Maurizio Giammarco und des Schlagzeugers Roberto Gatto auftrat. Ab 1981 war er auch Mitglied des Quartetts von Enrico Rava, mit dem er in Europa tourte und vier Alben aufnahm. Er spielte unter anderem mit Dave Liebman, Albert Mangelsdorff, Steve Lacy, Joe Henderson (1988), Paul Bley (1988, 1990), Chet Baker (1979 bis 1986), Pharoah Sanders, Barry Altschul, Daniel Humair, Sal Nistico, Art Farmer, Philip Catherine, Charles Lloyd, Paul Motian, Enrico Pieranunzi und Michel Portal. Er trat auch solo, im Duo mit Lee Konitz und Paolo Fresu (in den 1990er-Jahren) und im Trio mit Flavio Boltro auf. Ab 1988 war er regelmäßig Mitglied des Quartetts von Aldo Romano, mit dem er fünf Alben aufnahm. Di Castro komponiert auch und steuert Musik für Theater- und Tanztheaterprojekte, Filme und Kunst-Performances bei.

## Diskografische Hinweise
- What Colour for a Tale (Splas(c)h, 1991)
- Paul Bley, Furio Di Castri & Tony Oxley: Chaos (Soul Note; 1998)
- Wooden You (Splas(c)h, 2000)
- L’Esigenza di andare verso il basso (2007)
- Javier Girotto, Jon Balke, Furio Di Castri, Patrice Héral: Unshot Movies (CAM Jazz 2017)